# Sporting Kansas City
Kansas City Wizards, sada Sporting Kansas City (2010.), je američki nogometni klub iz istoimenog grada. Osnovan je 1995. godine, a 2000. je osvojio MLS kup.